# InnTrance
InnTrance er et metal-band fra Spanien, stiftet i 2006, af Kiko Hagall (tidligere i Beethoven R.) og Dani Fernández (tidligere i Dark Moor).

## Medlemmer
- Kiko Hagall – Vokal
- Miguel Barez – Guitar
- Art Rodríguez – Guitar
- Sergio Fraile  – Bas
- Roberto Cappa – Trommer

### Tidligere medlemmer
- Raúl Díaz – Bas
- Dani Fernández – Bas
- Pepe Cobas – Trommer
- Javier Sane – Bas
- Nacho Arriaga – Trommer

## Diskografi
- Religion  EP (2007)
- The basis of Trancetherapy  LP (2009)
- Impío LP (2011)